# Aranđelovac

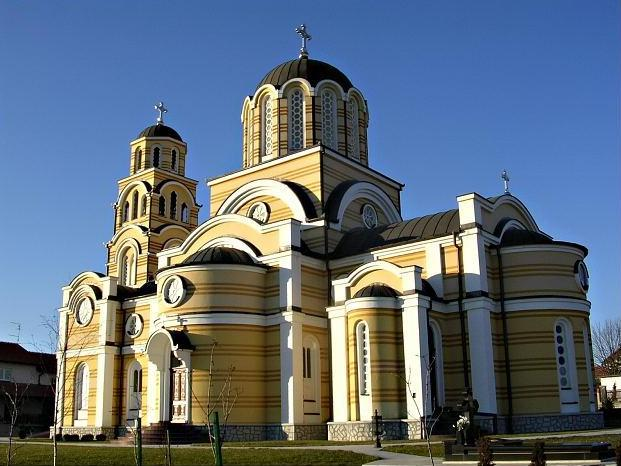
Chiesa ortodossa

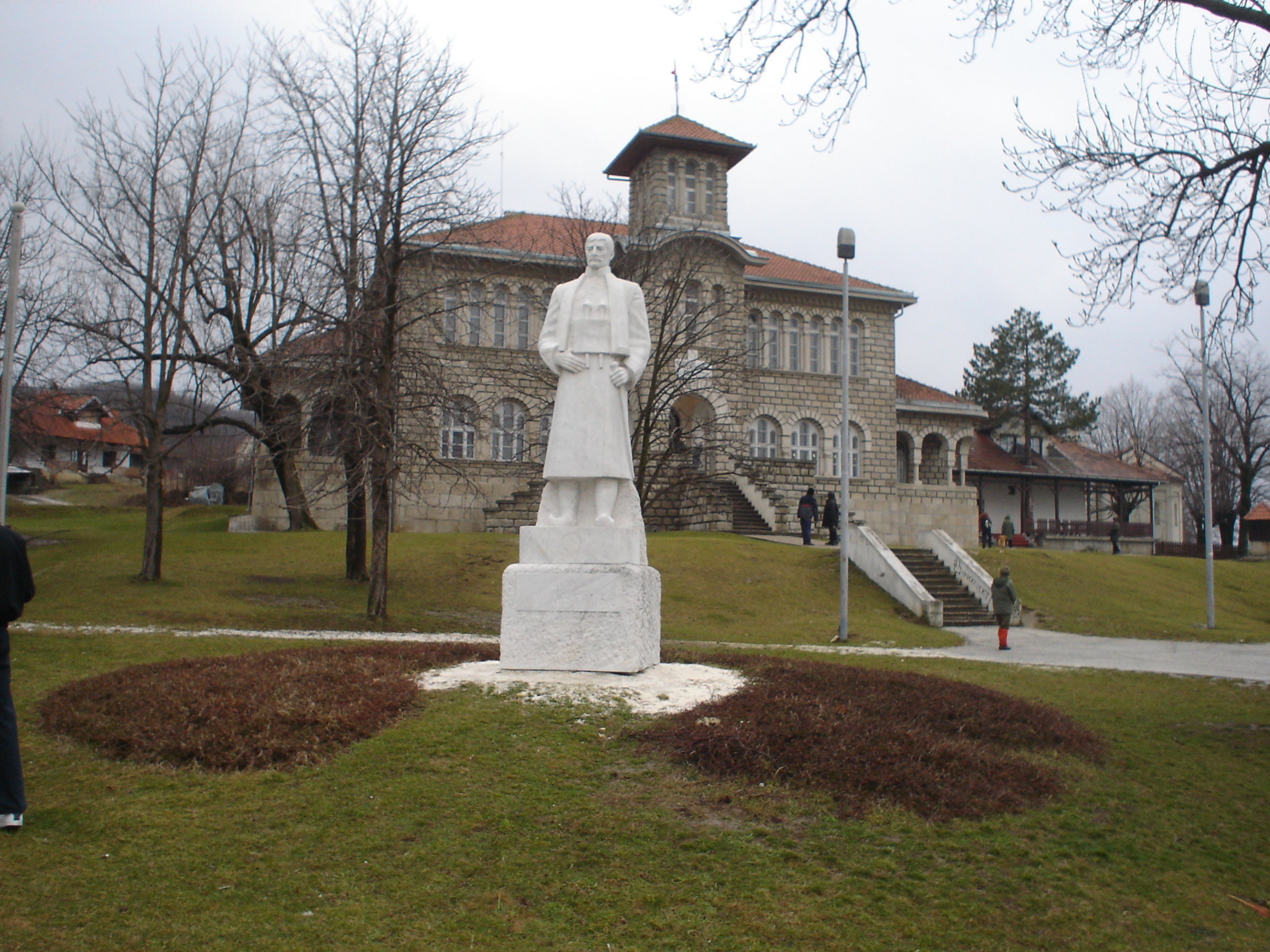
Monumento a Karađorđe

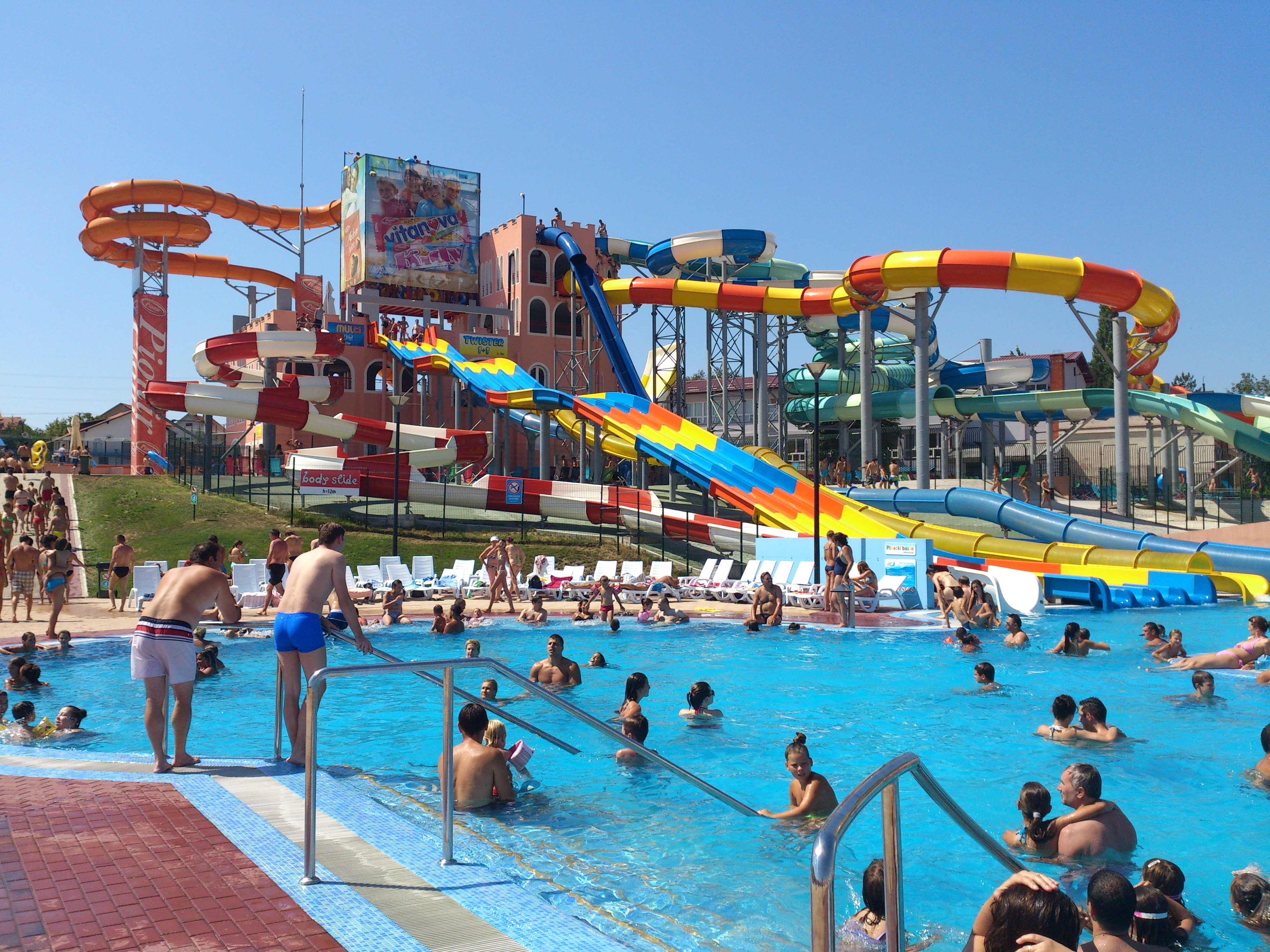
Hotel "Izvor"

Aranđelovac (in serbo Аранђеловац?) è una città e capoluogo amministrativo dell'omonima municipalità della Serbia. Si sviluppa tra i monti Bukulja e Venčac, a circa 255 m sul livello del mare, a 76 km da Belgrado e 40 da Kragujevac. La municipalità comprende due città e 18 villaggi.
La città si trova nella Šumadijski okrug (regione della Sumadija) con centro amministrativo in Kragujevac. Secondo il censimento del 2002 la città ha 24309 abitanti, con 48129 nell'intera municipalità.